# طوفان (فیلم ۱۹۷۵)
طوفان (به هندی: Aandhi) فیلمی محصول سال ۱۹۷۵ و به کارگردانی گلزار است. در این فیلم بازیگرانی همچون سانجیو کومار، سوچیترا سن، ای. کی. هانگال، اوم پراکاش و رحمان ایفای نقش کرده‌اند.